# Halkída
Halkída vagy Halkísz (görög írással Χαλκίδα vagy Χαλκίς, ógörög: Χαλκίς, Khalkisz) város Görögországban, a Közép-Görögország nevű régióban. Évia sziget legnagyobb városa. A szigetet a szárazföldtől elválasztó Evríposz-szoros keleti részén fekszik; a szárazfölddel két híd köti össze. Lakossága 102 ezer fő volt 2001-ben.
Halkída az ábécénk hazája is: egykori gyarmatvárosa, Cumae közvetítette Rómának az anyavárosban használt betűket.

## Történelem
Az egykori város, amelyet fekvése miatt az ókorban „a tenger Thermopülájának” neveztek, a görög világ egyik legaktívabb városa volt. A Kr. e. 8. századtól kezdve Itáliában, Szicíliában, a Halkidikí-félszigeten és másutt gyarmatvárosok sorát alapította.
Athénnal szemben a boiótok szövetségét kereste: Kr. e. 506-ban a fiatal athéni demokrácia megdöntését kísérelte meg - sikertelenül - a khalkiszi és thébai arisztokrácia. Ettől kezdve váltakozó sikerrel harcolt legyőzőjével.
A középkorban a frankok, a velenceiek és a törökök váltották egymást. A Velencei Köztársaság 1470-ben vesztette el a szigetet, amikor II. Mehmed oszmán szultán elfoglalta.

## Látnivalók
- Dzsámi
- Agia Paraszkevi-templom
- A velencei kormányzópalota
- Török vízvezeték
- A tengerszoros hídjai: az Evríposz-híd és a régi híd.

Az Evríposz-szoros érdekes természeti jelenségéről is híres: az apály és a dagály váltakozása miatt a tenger állandó, irányát hat óránként változtató áramlásban van, mintha oda-vissza ömlő folyóvíz volna.

## Fordítás
Ez a szócikk részben vagy egészben  a   Chalcis című angol Wikipédia-szócikk fordításán alapul.  Az eredeti cikk szerkesztőit annak laptörténete sorolja fel. Ez a jelzés csupán a megfogalmazás eredetét és a szerzői jogokat jelzi, nem szolgál a cikkben szereplő információk forrásmegjelöléseként.